# Windham (Nueva York)
Windham es un pueblo ubicado en el condado de Greene en el estado estadounidense de Nueva York. En el año 2000 tenía una población de 1.660 habitantes y una densidad poblacional de 14.2 personas por km².

## Geografía
Windham se encuentra ubicado en las coordenadas 42°18′57″N 74°13′25″O / 42.31583, -74.22361.

## Demografía
Según la Oficina del Censo en 2000 los ingresos medios por hogar en la localidad eran de $36,010, y los ingresos medios por familia eran $42,961. Los hombres tenían unos ingresos medios de $31,726 frente a los $23,125 para las mujeres. La renta per cápita para la localidad era de $22,344. Alrededor del 9.3% de la población estaban por debajo del umbral de pobreza.